# Clio pyramidata
Clio pyramidata är en snäckart som beskrevs av Carl von Linné 1767. Clio pyramidata ingår i släktet Clio och familjen Cavoliniidae.

## Underarter
Arten delas in i följande underarter:
- C. p. antarctica
- C. p. convexa
- C. p. excisa
- C. p. lanceolata
- C. p. martensi
- C. p. pyramidata
- C. p. sulcata